# بيني جونسون (صحفي)
بيني جونسون (بالإنجليزية: Benny Johnson)‏ هو صحفي أمريكي، ولد في 27 مايو 1987 في سيدار رابيدز في الولايات المتحدة.